# کارل کلنر
کارل کلنر (انگلیسی: Carl Kellner؛ زاده ۱ سپتامبر ۱۸۵۱ درگذشته ۷ ژوئن ۱۹۰۵) یک شیمی‌دان اهل اتریش بود.